# جوان‌قلعه (اثر باستانی)
جوان‌قلعه مربوط به اورارتویی است و در شهرستان عجب‌شیر، بخش قلعه‌چای، دهستان دیزجرود شرقی، ۱ کیلومتری شرق شهر جوان‌قلعه واقع شده و این اثر در تاریخ ۲۷ اسفند ۱۳۸۶ با شمارهٔ ثبت ۲۲۵۳۱ به‌عنوان یکی از آثار ملی ایران به ثبت رسیده است.